# Хузангай, Атнер Петрович
Атнер Петрович Хузангай (чув. Петӗр ывӑлӗ Хусанкай Атнерӗ; род. 8 октября 1948, Чебоксары) — российский филолог, литературный критик, публицист, деятель чувашского национального движения; первый президент, ныне почётный президент Чувашского национального конгресса.
Член Союза писателей СССР (1987).

## Биография

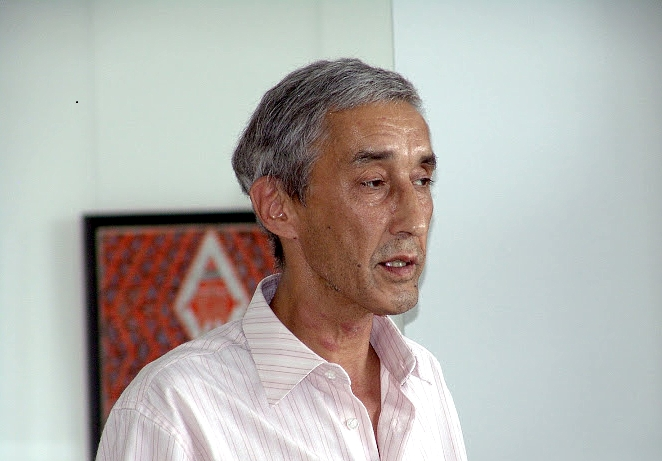
Атнер Хузангай

Родился в семье поэта Петра Хузангая (1907—1970) и актрисы Веры Кузьминой (1923—2021).
Окончил Восточный факультет Ленинградского государственного университета им. А. А. Жданова по специальности «арабская филология» и аспирантуру Института востоковедения Академии наук СССР. Проходил стажировку в качестве военного переводчика в Арабской Республике Египет (1970—1971). Кандидат филологических наук (1977). Заведующий отделом языкознания ГНУ «Чувашский государственный институт гуманитарных наук».
В конце 1980 — начале 1990-х годов являлся активным деятелем национально-культурного движения. Депутат Верховного Совета Чувашской Республики и председатель постоянной Комиссии по культуре. Был кандидатом в Президенты Чувашской Республики в 1993 году, во втором туре набрал 46,4% голосов, однако этого не хватило для победы. В 1992—1997 годах — президент созданного по его инициативе Чувашского национального конгресса.
В 1997—2002 годах — первый вице-председатель Генеральной Ассамблеи Организации наций и народов, не имеющих представительства.

## Семья
Супруга — Хузангай Гажидма Дамбаевна. Её отец, Дамба Цыбенович Цыбенов (ум. 1982), был завотделом писем газеты «Буряад унэн», мать, Ципилма Жигжитовна (ум. 1992), работала в Госбанке.
Сын — Хузангай Пётр (Педэр) Атнерович, окончил школу в Чебоксарах с золотой медалью; поступил в Российский государственный гуманитарный университет, на монгольское отделение, на факультет теоретической и прикладной лингвистики; стажировался в Монголии, затем три года учился в Финляндии. Занимался журналистикой. Живёт в Москве. Работает (2017) главным редактором ленты новостей в российском отделении «Майкрософт».

## Позиция
На вопрос «Вы не считаете правильным присоединение Крыма к России?» ответил:
Нет, не считаю. Как можно взять и отхватить у другого государства кусок его территории? Говорят, референдум провели. Какой референдум? В присутствии вооруженных людей? В Шотландии несколько лет к референдуму готовились, согласовывали все условия с правительством Англии. Шотландские сепаратисты проиграли, но не это важно, а то, что была проведена большая и долгая работа. Референдумы тяп-ляп не проводят.

## Награды
- Премия Комсомола Чувашии имени М. Сеспеля (1989)
- Лауреат премии Союза журналистов Латвии (1987)
- Лауреат премии «Дружба народов» (1987)
- Лауреат премии В. Митты (1998)
- Международная отметина имени отца русского футуризма Давида Бурлюка
- Памятная медаль «100-летие образования Чувашской автономной области» (2020)
- Премия имени Геннадия Айги (2024) — «за большой вклад в развитие поэзии и популяризацию творчества выдающегося деятеля культуры»[7].